# 庄司俊作
庄司 俊作（しょうじ しゅんさく、1952年 - ）は、日本の歴史学者、経済学者。同志社大学人文科学研究所教授。専門は近代日本経済史特に農政史。

## 略歴
兵庫県出身。1975年東京教育大学文学部卒業。1978年一橋大学大学院経済学研究科経済政策及経済史専攻修士課程修了。1981年同大学院博士課程単位取得満期退学。指導教官は中村政則。
1993年京都大学より博士（経済学）を授与される。1999年度日本村落研究学会研究奨励賞受賞。社団法人京都自治体問題研究所副理事長、日本村落研究学会理事等も務める。

## 著書

### 単著
- 『近代日本農村社会の展開　国家と農村』（ミネルヴァ書房、1991年）
- 『日本農地改革史研究　その必然と方向』（御茶の水書房、1999年）
- 『近現代日本の農村　農政の原点をさぐる』（吉川弘文館、2003年）
- 『日本の村落と主体形成　協同と自治』（日本経済評論社、2012年）
- 『国家と農業、農村ー歴史と現在』人文研ブックレットNo.56(同志社大学人文科学研究所、2017年）
- 『階級社会と格差・貧困』人文研ブックレットNo.58（同志社大学人文科学研究所、2018年）
- 『地域の主体形成と伝統社会』人文研ブックレットNo.59（同上）
- 『格差・貧困の社会史』（クロスカルチャー出版、2020年）

### 編著
- 名和又介、庄司俊作、井上史『大学の協同を紡ぐ　京都の大学生協』（日本生活協同組合連合会、2012年）
- 日本村落研究学会企画、庄司俊作編『市町村合併と村の再編―その歴史的変化と連続性』（農山漁村文化協会、2014年）
- 庄司俊作編著『戦後日本の開発と民主主義　地域にみる相剋』（昭和堂、2017年）